# Jairo
Jairo, pseudonimo di Mario Rubén González Pierotti (Cruz del Eje, 16 giugno 1949), è un cantante argentino.
Conosciuto anche come Marito e come Jairo Córcoba, nel corso della carriera ha inciso oltre 500 canzoni in spagnolo, francese e italiano. Dopo un primo singolo col suo nome vero ha adottato lo pseudonimo che continua ad accompagnarlo nella sua attività.

## Biografia
Inizia la sua attività durante la permanenza in collegio, dove si unisce al gruppo The Twisters, formato da alcuni suoi compagni. Nel 1970 distribuisce dodici incisioni demo ad altrettanti produttori musicali, e riesce così ad effettuare la sua prima incisione, firmata col suo vero nome. La prima proposta di lavoro gli arriva da uno dei più famosi cantanti argentini dell'epoca, Luis Aguilè, che lo fa trasferire in Spagna e gli fa firmare un contratto con la CBS. Nel 1971 ha vinto il primo Premio della Critica e il secondo premio al Festival della Costa del Sol. Nello stesso anno passa alla BMG Ariola.
Ha inciso con Astor Piazzolla nel 1981 diverse canzoni composte appositamente per lui da Piazzolla stesso e Horacio Ferrer, tra cui spiccano "Milonga del trovador" e "Hay una niña en el alba".
Verso la fine della dittatura militare è tornato in Argentina. Al suo primo concerto a Buenos Aires, sulla Avenida 9 de Julio, partecipano oltre un milione di spettatori.
Nel 1995, in occasione del suo 25º anno di attività, parte per un tour di concerti in tutta l'Argentina. In quest'occasione canta assieme a Ana Belén, Ariel Ramírez, Cacho Buenaventura, Eladia Blázquez, Graciela Borges, Jaime Torres, Juan Carlos Baglietto, La Mona Jiménez, Lito Vitale, Mercedes Sosa, Pedro Aznar, Peteco Carabajal, Piero, Víctor Heredia.
È il padre dell'attore Iván González.

## Discografia

### Come Mario González

#### Singoli
- 1965 : El Laberinto / No Podra La Vida . Music-Hall 30.169
- 1965 : Los Sueños / Soy Estudiante . Music-Hall 30.204
- 1965 : Tu Querer / El Pequeño Amor . Music-Hall 30.234
- 1965 : Pero Te Quise / Cinco Manera De Amar . Music-Hall 30.257
- 1965 : Ojitos Negros / Mariel . Music-Hall 30.287
- 1965 : Rosas Rojas Para Una Dama Triste (Red Roses For A Lady Blue) / Perdiendote (Losing You) . Music-Hall 30.328
- 1965 : La Balsa (Ferry Cross The Mersey) / La Primera Que Encuentre (La Primera Que Incontro) . Music-Hall 30.365
- 1965 : Ojitos Negros / Imaginandote / Amor Perdoname (Amore, Scusami) / El Laberinto (Sp 4titres) . Music-Hall 60.102
- 1965 : Gabriela / Que Debo Hacer . Music-Hall 30.449
- 1965 : Cada Dia Se Quiebra Un Corazon / Gabriela / Brava/ La Balsa (Sp 4titres) . Music-Hall 30.516
- 1965 : Extraños En La Noche (Strangers In The Night) / Si Tu Quieres (Se Tu Vuoi) / Dime Por Que / Mirza (Sp 4titres) . Music-Hall 60.207
- 1965 : Si Tu Quieres (Se Tu Vuoi) / Dime Por Que . Music-Hall 30.634

#### Album
- 1965 : Muy Juvenil . Music-Hall MH 12.451 (*)

## Discografia internazionale

### Singoli
- 1970 : TU ALMA GOLONDRINA / LA BUTACA VACÍA . SHOWMAN SW-00.003
- 1971 : JAVIER Y PALOMA / MARÍA ES UN PUERTO . SHOWMAN SW-00.004
- 1971 : HACE MÁS DE SEIS AÑOS / LAS TRES DE LA TARDE . SHOWMAN SW-00.005
- 1971 : TRISTEZAS / RÍETE SI QUIERES . SHOWMAN SW-00.009
- 1972 : NO IMPORTA SI TE HAS IDO . CBS ASM-2765 *
- 1972 : MARÍA SERENA / DE PRONTO, SUCEDIÓ . SHOWMAN SW-00.010
- 1965 : SIMPLEMENTE MARÍA / HAY ALGUNA NOVEDAD . ARIOLA 10693.A
- 1972 : POR SI TÚ QUIERES SABER / MEMORIAS DE UNA VIEJA CANCIÓN . ARIOLA 11519.A
- 1973 : SI VUELVES SERÁ CANSANCIO / SEÑORA DE JUAN FERNÁNDEZ . ARIOLA 11615.A
- 1973 : LA NIÑA TUVO MOTIVOS (Vamos a ver) / CON AQUELLA MANIA DEL POEMA (Recuerdos) . ARIOLA AS-3024 * 1974 : EL VALLE Y EL VOLCÁN / JIMENA . ARIOLA 11658.A
- 1974 : TIENES ALGO MÁS (Tristeza de gorrión) / AL PRINCIPIO FUE MI SOMBRA . ARIOLA 13721.A
- 1974 : TIENES ALGO MAS (Tristeza de gorrion) / EL INDIO PIEL ROJA . ARIOLA AS-3033 *
- 1974 : AMIGOS MÍOS ME ENAMORÉ / LOS USURPADORES . ARIOLA 13970.A
- 1975 : DE QUE ME SIRVE TODO ESO / COCKTAIL DE COSLADA . ARIOLA 16241.A
- 1976 : A VECES (Contando estrellas) / CIUDADELA . ARIOLA 16928.A
- 1977 : DUENDE DULCE / GORRION REBELDE . ARIOLA 17516.A
- 1977 : SOGNO (Es la nostalgia-Version italienne) / ES LA NOSTALGIA . INSIEME INS-5513 (Italie)
- 1977 : DE TANTO ANDAR (De tanto andar canciones) . RCA 41A-3048 (*)
- 1978 : NOS VERAN LLEGAR / ES LA NOSTALGIA (© 1977) . RCA ZB 8270 (°)
- 1979 : ICH BIN FREMD IN DEINER STADT / CALYPSO POR FAVOR . RCA PB 5633 (Allemagne)
- 1979 : AMAMI ANCORA (Love me again) / VIVA IL SOLE (Viva el sol) . RCA PB 6331 (Italie)
- 1980 : NUESTRO AMOR SERÁ UN HIMNO (Sun of Jamaica) / CON ESTE AMOR TAN NUEVO . RCA ZB 8574 (°)
- 1980 : NUESTRO AMOR SERÁ UN HIMNO (Sun of Jamaica) / SUPER ESTRELLAS . RCA S-0003  (*)
- 1980 : BYE, BYE LA PALMA / WHO GEHST DU IHN ? . EMI-006-46234 (Allemagne)
- 1981 : PIÙ FORTE DI ME (Woman in love) / VITA SENZA VITA (Version single) . RCA PB 6495 (Italie)
- 1981 : SINFONIA / STAVA SCRITTO (Estaba escrito en tu mano) . RCA PB 6537 (Italie)
- 1981 : MORIR ENAMORADO / ME BASTA CON SABER . RCA S-0111 (*)
- 1982 : SINFONIA (Version espagnole) / ES LA NOSTALGIA (Nueva version) . RCA S-0153 (*)
- 1982 : ES LA NOSTALGIA / LA CLARA FUENTE (B.O.F. "Linda & Torvald" © 1977) . DAVS SP.002 (Danemark)
- 1982 : NEVE (Neige) / TAM TAM (Sun of Jamaïca © 1980) . RCA PB 6633 (Italie)
- 1983 : VENCEREMOS (We shall overcome) / MILONGA DEL TROVADOR ©1981 . RCA-S 0339 (*)
- 1984 : COMO PERFUME DE JAZMIN / VOLVERAS . RCA-PB 60186 (°)
- 1984 : EL CANTO QUE CANTO / AMIGOS . RCA S-0436 (*)
- 1984 : EL DIABLO (Inédit - Extrait du VidéoClip) (*)
- 1985 : EL MERCADER . RCA S-0512 (USA + *)
- 1987 : DUERME NEGRITO (Avec Sapho) / YO QUIERO DAR LAS GRACIAS . CBS 651598.7 (°)
- 1987 : ES NIÑA Y ES MUJER . CBS DEP-581 (USA + *)

### Album
- 1970 : EMOCIONES . SHOWMAN SWL 00.003 (°)
- 1971 : TU ALMA GOLONDRINA . CBS DSC.651 (Licence SHOWMAN) (Venezuela)
- 1972 : POR SI TU QUIERES SABER . ARIOLA 82.161-H (°)
- 1972 : JAIRO . CBS DCS-6.056 (Licence SHOWMAN) (Venezuela)
- 1973 : POR SI TU QUIERES SABER . ARIOLA ALS 11.005  (*)
- 1973 : SI VUELVES SERA CANSANCIO . ARIOLA 82.210-I  (°)
- 1974 : JAIRO (Tienes algo mas) . ARIOLA 88.406-I (°)
- 1974 : SI VUELVES SERA CANSANCIO . PARNASO 1135 (Licence ARIOLA Espagne) (USA)
- 1974 : EL VALLE Y EL VOLCAN . ARIOLA ALS-11.010 (*)
- 1974 : AMIGOS MIOS ME ENAMORE . ARIOLA ALS-11.013 (*)
- 1975 : DE QUE ME SIRVE TODO ESO . ARIOLA 89.446-I (°)
- 1977 : JAIRO CANTA A BORGES . ARIOLA 28.295-I (°) - ARIOLA ALSL-11.024 (*)
- 1977 : ANGELITO MEXICANO .  ARIOLA 60171 (Mexique)
- 1977 : LIBERTÉ . RCA ZL 37262 (France) ÉMOTION EMT 48003 (Édition canadienne)
- 1978 : NOS VERAN LLEGAR . RCA ZL 37220 (°)
- 1978 : JAIRO . RCA AVS-4628 (*)
- 1978 : LES PLUS BEAUX "NOËL" DU MONDE . RCA ZL 37208 (France)
- 1979 : CHANSONS À REGARDER . RCA ZL 37311
- 1979 : LIBERTÉ . RCA 05(0131)01631 (Édition Colombienne)
- 1980 : JAIRO . RCA LPVS-1904 (Venezuela)
- 1980 : JAIRO 1980. RCA AVI-4815 (*)
- 1980 : VIVA EL SOL . RCA AVI-4815 (Portugal)
- 1980 : NUESTRO AMOR SERA UN HIMNO . RCA 05(0131)01769 (Colombie)
- 1980 : NUESTRO AMOR SERA UN HIMNO . RCA ZL 37429 (Chili)
- 1980 : SOL DE JAMAICA . RCA ZL 37430 (°)
- 1980 : VIVRE LIBRE . RCA ZL 37437
- 1981 : JAIRO . RCA MILS.4498 (Mexique)
- 1981 : SINFONIA . RCA PL 31599 (Italie)
- 1981 : OLYMPIA 81 . RCA ZL 37516 (Enregistrement public).
- 1981 : MORIR ENAMORADO . RCA AVI-4905 (*)
- 1980 : SYMPHONIE . RCA ZL 37 557
- 1980 : SYMPHONIE . YANKI YP 803 (Turquie)
- 1982 : L'AMOUR AU PRÉSENT . RCA ZL 37620
- 1982 : ESTE AMOR ES COMO EL VIENTO . RCA AVI-5039 (*)
- 1982 : JAIRO IN ITALIANO . RCA 05(0131)01939 (Colombie)
- 1983 : ESTE AMOR ES COMO EL VIENTO . RCA 102.1802 (Venezuela)
- 1984 : AMOR DE CADA DIA . RCA TLP.60059 (USA + *)
- 1984 : LE DIABLE . RCA ZL 37 830
- 1985 : JAIRO .  RCA TLP.60 167 (USA + *)
- 1986 : PARA VERTE FELIZ . RCA TLP.90011 (USA + *)
- 1986 : LA TRACE DE MES PAS . MUSIDISC MU.239213
- 1987 : MÁS ALLÁ . CBS 120-977 (USA + *) - CBS 461144 1 (°)
- 1987 : NICARAGUA . MUSIDISC MU.190001
- 1988 : LIVE BATACLAN . MUSIDISC MU.191731
- 1990 : FLECHAS DE NEÓN . MUSIDISC MU.19572 (France)
- 1990 : REVOLVER "Le fantôme du Rio de La Plata" . MUSIDISC MU.19572 (Live)
- 1990 : FLECHAS DE NEÓN . M&M 80.005 (*)
- 1992 : LA PALABRA SAGRADA . © Ville de Gennevilliers (Live)
- 1994 : CIELOS . TST Producción-DBN CD 51.228 (*)
- 1995 : 25 AÑOS Todos sus exitos (Volumen 1) . TST Producción-DBN CD 51.328 (Live) (*)
- 1995 : 25 AÑOS Coplas de plata (Volumen 2) . TST Producción-DBN CD 51.329 (Live) (*)
- 1996 : ATAHUALPA POR JAIRO . TST Producción-DBN CD 51.398 (*)
- 1996 : BORGES & PIAZZOLLA Tangos & Milongas . BMG 74321 45971-2 (International)
- 1997 : ARGENTINA MIA (Live) LAST CALL Records (France)-Licence TST Producción
- 1997 : ESTAMPITAS . TST Producción-DBN CD 51.528 (*)
- 1997 : MARÍA DE BUENOS AIRES . WE 3984.20632-2 (International Teldec Classique)
- 1999 : BALACERA . TST Producción-DBN CD 51.658 (*)
- 2000 : CHE, Diario del regreso . TST Producción-DBN CD 51.728 (*)
- 2003 : JAIRO CANTA PIAZZOLLA . ULM 301 669-4
- 2004 : FERROVIARIO . TST Producción-DBN CD 51.858 (*)
- 2007 : CRIOLLO . TST Producción-DBN CD 51.984 (*)
- 2009 : LOS ENAMORADOS . TST Producción-DBN CD 052.168 (*)
- 2012 : JAIRO CONCIERTO EN COSTA RICA (2CD + DVD) . TST Producción-DBN CD 52.199 (*)